# رشا شربجي
رشا شربجي هي أم سورية اعتُقلت مع أطفالها عند ذهابها لاستخراج جواز سفرها، دون أي مبرر. يُفترض أن هذا الاعتقال جاء كوسيلة للضغط على زوجها المطلوب أمنيًا من قبل السلطات. وقد أُعلن عن وفاة أسامة عبار، زوج رشا شربجي، عام 2014 أثناء محاولته الهجرة إلى أوروبا.
وفي عام 2016، أطلقت سامانثا باور، الممثلة الرسمية للولايات المتحدة الأمريكية لدى منظمة الأمم المتحدة، حملة عُرفت باسم "أطلقوا سراح الـ20" لتسليط الضوء على السجينات والمعتقلات السياسيات. وكان اسم رشا شربجي ضمن قائمة الأسماء العشرين المطروحة.

## حياتها
وُلدت رشا شربجي عام 1982 في مدينة داريا، إحدى ضواحي ريف دمشق. تم اعتقالها في 22 مايو 2014 أثناء ذهابها إلى مركز الهجرة والجوازات بدمشق لاستخراج جواز سفرها، بسبب أن زوجها كان من المطلوبين أمنيًا نتيجة معارضته للنظام خلال الثورة السورية.
اعتُقلت رشا شربجي وهي حامل، بهدف الضغط على زوجها، أسامة عبار، الذي كان مطلوبًا من قبل الأجهزة الأمنية. وقد استخدمت السلطات هذا الأسلوب كورقة ضغط لتحقيق أهدافها. تم احتجاز رشا في السجن، بينما أُرسل أطفالها إلى إحدى دور الأيتام في مدينة قدسيا، حيث مُنعت الأسرة من رؤيتهم.
بعد ذلك، نُقلت رشا شربجي إلى شعبة الأمن السياسي بدمشق، ومنها إلى سجن المخابرات الجوية بمطار المزة العسكري.وفي أكتوبر 2014، غرق زوجها أسامة عبار في البحر الأبيض المتوسط أثناء محاولته الهجرة إلى أوروبا.

## حملة أطلقوا سراح ال20 «Free The20»
أشارت نور الخطيب، عضو الشبكة السورية لحقوق الإنسان، إلى أنها استقبلت طلبًا رسميًا من مكتب حقوق الإنسان والديمقراطية التابع لوزارة الخارجية الأمريكية، لعرض أبرز الحالات التي تم اعتقالها. تم ترشيح السيدة رشا شربجي كأحد أبرز تلك الحالات، ووُضعت على قائمة العشرين اسمًا المطروحة من قِبل الشبكة السورية لحقوق الإنسان. كما تم ترشيح المكتب كلًا من الدكتورة رانيا العباسي والدكتورة فاتن رجب لهذه الحملة أيضًا، لكن الاختيار النهائي وقع على السيدة رشا شربجي من قبل وزارة الخارجية الأمريكية.